# Elisabeth Terland
Elisabeth Terland (* 28. Juni 2001) ist eine norwegische Fußballspielerin, die beim englischen Erstligisten Brighton & Hove Albion WFC unter Vertrag steht. Seit 2021 spielt sie für die Norwegische Fußballnationalmannschaft der Frauen.

## Karriere

### Klub
In ihrer Jugend spielte Elisabeth Terland zuerst bei Nærbø IL und wechselte später zum Bryne FK, wo sie zur Saison 2016 bereits einige Einsätze für die erste Mannschaft in der vierten Liga bekam. Hier wurde sie als eines der großen norwegischen Talente gehandelt und mit Erling Haaland verglichen, der zu dieser Zeit ebenfalls bei Bryne aktiv war.
Zur Saison 2017 schloss sie sich dann dem Klepp IL an, ein Klub in der ersten Frauenfußballliga. Hier kam sie dann schon im Alter von 15 Jahren am 27. April 2017 zum ersten Mal in der Liga zum Einsatz. In der Saison 2018 erreichte sie mit ihrer Mannschaft den zweiten Platz in der Liga.
Im November 2020 wechselte sie gemeinsam mit ihrer Teamkollegin Tuva Hansen innerhalb der Liga zu IL Sandviken, wo die beiden in der Saison 2021 am Gewinn der Meisterschaft beteiligt waren. Am 1. August 2022 wurde der Wechsel in die FA Women’s Super League zu Brighton & Hove Albion WFC bekanntgegeben, wo sie für zwei Jahre unterzeichnete.

### Nationalmannschaft
Ihr erster Einsatz für die A-Nationalmannschaft war am 8. April 2021 bei einem 2:0-Sieg über Belgien. Seitdem bekam sie regelmäßig Einsätze, unter anderem auch beim Algarve-Cup 2022. Zudem wurde sie für den Kader bei der Europameisterschaft 2022 nominiert. Bei der EM hatte sie aber nur einen sechsminütigen Kurzeinsatz bei der 0:8-Niederlage gegen England, der höchsten der norwegischen Länderspielgeschichte. Mit nur einem Sieg gegen EM-Neuling Nordirland und der ersten Niederlage überhaupt gegen Österreich, verpassten sie als Gruppendritte die K.-o.-Runde.
Im ersten Spiel nach der EM, dem entscheidenden Spiel um den Gruppensieg in der Qualifikation für die WM 2023 gegen Belgien stand sie in der Startelf und gewann mit ihrer Mannschaft mit 1:0, womit sich die Norwegerinnen für die WM qualifizierten.
Am 16. Juni 2025 wurde sie für die Endrunde der EM 2025 nominiert. Sie wurde zweimal in den Gruppenspielen und einmal im Achtelfinale eingesetzt. In diesem schieden die Norwegerinnen gegen Italien durch ein Last-Minute-Gegentor aus.